# Degradierung (Rang)

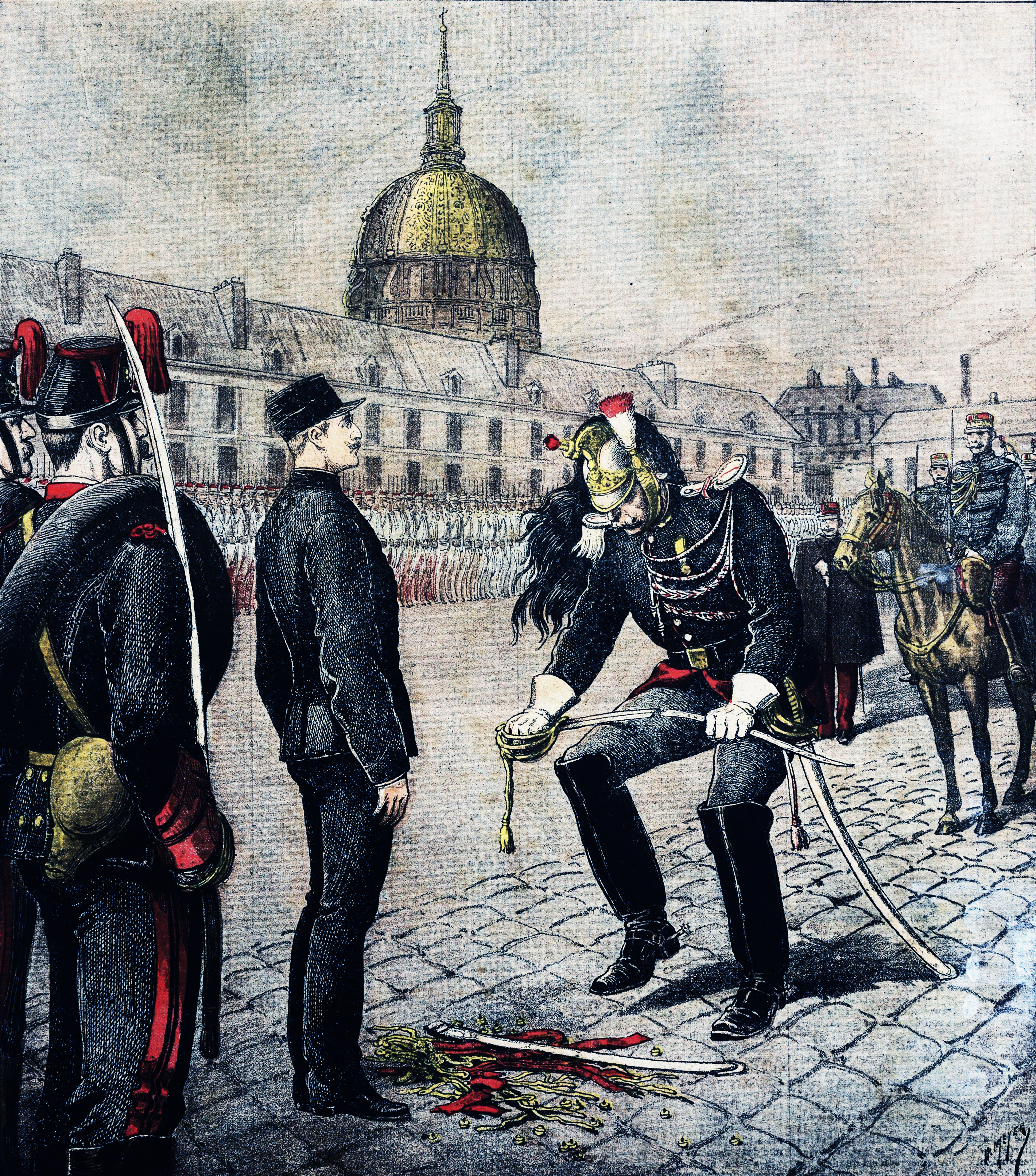
Degradierung von Alfred Dreyfus (Paris, 5. Januar 1895)

Degradierung ist die umgangssprachliche Bezeichnung für eine Herabsetzung einer Person von ihrem ursprünglichen Rang innerhalb einer Hierarchie im Zuge eines Disziplinarverfahrens, also das Gegenteil einer Beförderung. Dieses kommt sowohl im Militärwesen in der Wehrdisziplinarordnung als auch im Beamtentum vor.
Wie alle Disziplinarmaßnahmen kann diese bei Verstößen gegen innerdienstliche Vorschriften und bei Verstößen gegen allgemeingültige Rechtsnormen verhängt werden.

## Deutschland

### Soldaten
Im Disziplinarrecht der Bundeswehr wird zwischen Herabsetzung in der Besoldungsgruppe und Dienstgradherabsetzung unterschieden.
Die Herabsetzung in der Besoldungsgruppe ist geregelt in § 61 Wehrdisziplinarordnung (WDO) und kann ausschließlich gegen Soldaten verhängt werden, deren Dienstgrad in zwei Besoldungsgruppen vorkommt – Stabsunteroffizier in A 6/A 7, Oberstleutnant in A 14/A 15, Oberst in A 16/B 3 – und die nach der höheren Stufe besoldet werden. Der „Degradierte“ behält also seinen Dienstgrad, er erhält allerdings weniger Gehalt und wird ggf. auf einen Dienstposten versetzt, der mit einer niedrigeren Planstelle hinterlegt ist.
Die Dienstgradherabsetzung führt dagegen zum Verlust des alten Dienstgrades. Die Dienstgradherabsetzung um einen oder mehrere Dienstgrade ist gemäß § 62 WDO bei Offizieren bis zum niedrigsten Offizierdienstgrad ihrer Laufbahn zulässig. Offiziere können daher bis zum Dienstgrad Leutnant degradiert werden. Eine Ausnahme bilden die Sanitätsoffiziere, die lediglich bis zum Dienstgrad Stabsarzt (entspricht Hauptmann A 12) herabgesetzt werden können. Eine weitere Ausnahme sind Offiziere, die mit höherem Dienstgrad mindestens als Major eingestellt worden sind. Sie können nur bis zum Major herabgesetzt werden.
Bei Unteroffizieren, die Berufssoldaten sind, ist eine Herabsetzung bis zum Feldwebel möglich, bei Stabsunteroffizieren zum Dienstgrad Unteroffizier; für alle übrigen Soldaten gibt es keine Einschränkungen.
Beide Maßnahmen können als gerichtliche Disziplinarmaßnahmen nur durch ein Wehrdienstgericht, in der Regel das erstinstanzliche Truppendienstgericht, verhängt werden und haben ein dreijähriges Beförderungsverbot zur Folge. Die Frist beginnt mit Rechtskraft des Urteils. Auch die Einweisung in eine Planstelle einer höheren Besoldungsgruppe bei Dienstgraden, die mehreren Besoldungsgruppen zugeordnet sind (siehe oben Herabsetzung der Besoldungsgruppe), ist ausgeschlossen. Das Gericht kann in Ausnahmefällen die Frist auf zwei Jahre verkürzen. (§ 62 Abs. 3 WDO)
Nach der Dienstgradherabsetzung ist als schwerere Maßnahme nur noch die Entfernung aus dem Dienstverhältnis (vorzeitige Entlassung) möglich (§ 63 WDO), die sogenannte „Höchstmaßnahme“.

### Beamte
Im Beamtenrecht heißt die Maßnahme Zurückstufung. Sie bezieht sich auf die jeweilige Besoldungsgruppe. Sofern zu der niedrigeren Besoldungsgruppe eine andere Amtsbezeichnung geführt wird – was in fast allen Fällen zutrifft –, ist diese zu führen. Ein Beamter kann höchstens bis zum Eingangsamt seiner Laufbahn – einfacher, mittlerer, gehobener oder höherer Dienst – zurückgestuft werden.
Die Zurückstufung kann nur durch die Disziplinarkammer eines Verwaltungsgerichtes verhängt werden und beinhaltet eine fünfjährige Beförderungssperre. Als schwerere Maßnahme gibt es nur die Entfernung aus dem Beamtenverhältnis (vorzeitige Entlassung), die sogenannte Höchstmaßnahme.

## Schweiz
Im schweizerischen Militärstrafrecht ist die Degradation v. a. in Art. 35 des Militärstrafgesetzes vom 13. Juni 1927 (MStG; SR 321.0) geregelt. Es handelt sich dabei um eine Nebenstrafe, die von einem Militärgericht gegen einen Angehörigen der Armee ausgesprochen werden kann, der rechtskräftig wegen eines Verbrechens oder Vergehens verurteilt wurde. Es existiert dabei keine Einschränkung zur maximal zulässigen Herunterstufung.

## Vereinigte Staaten von Amerika
Der Uniform Code of Military Justice erlaubt die Degradierung über Dienstgradgruppen hinweg. Ein Beispiel ist die Degradierung Frank Wuterichs. Er wurde vom Staff Sergeant (Dienstgradgruppe Unteroffiziere) zum Private (Dienstgradgruppe Mannschaften) degradiert.